# Orthocladius annectens
Orthocladius annectens är en tvåvingeart som beskrevs av Ole Anton Saether 1969. Orthocladius annectens ingår i släktet Orthocladius och familjen fjädermyggor. Inga underarter finns listade i Catalogue of Life.